# مذبحة خيوس
مذبحة خيوس (باليونانية: Η σφαγή της Χίου)‏ هي مذبحة قضت على آلاف [محل شك] اليونانيين في جزيرة خيوس والتي قامت بها قوات الدولة العثمانية وذلك خلال أحداث حرب الاستقلال اليونانية وذلك في عام 1822، حيث أن المتمردين اليونانيين كانوا قد استولوا على كامل البر الرئيسي لليونان، وفي مارس 1822 قام المئات من اليونانين المسلحين القادمين من جزيرة ساموس بالنزول إلى جزيرة خيوس وهاجموا القوات العثمانية بالجزيرة حيث تراجع العثمانيون إلى القلعة كما قرر العديد من السكان الانضمام للمتمردين اليونان ومع ذلك فإن أغلب السكان لم ينضموا للتمرد خوفاً من الأعمال الانتقامية، ومع وصول التعزيزات للعثمانين المحاصرين على شكل أسطول عثماني في 22 مارس 1822 سرعان ما أُصدرت الأوامر بحرق المدينة، وخلال الأشهر الأربعة التالية لذلك وصل 40 ألف مقاتل عثماني للجزيرة، وبالأخير فإن قرابة ثلاثة أرباع السكان المقدرين بمائة وعشرون ألف قتلوا أو هجروا من الجزيرة أو توفوا بسبب الأمراض.